# Ува ді Троя

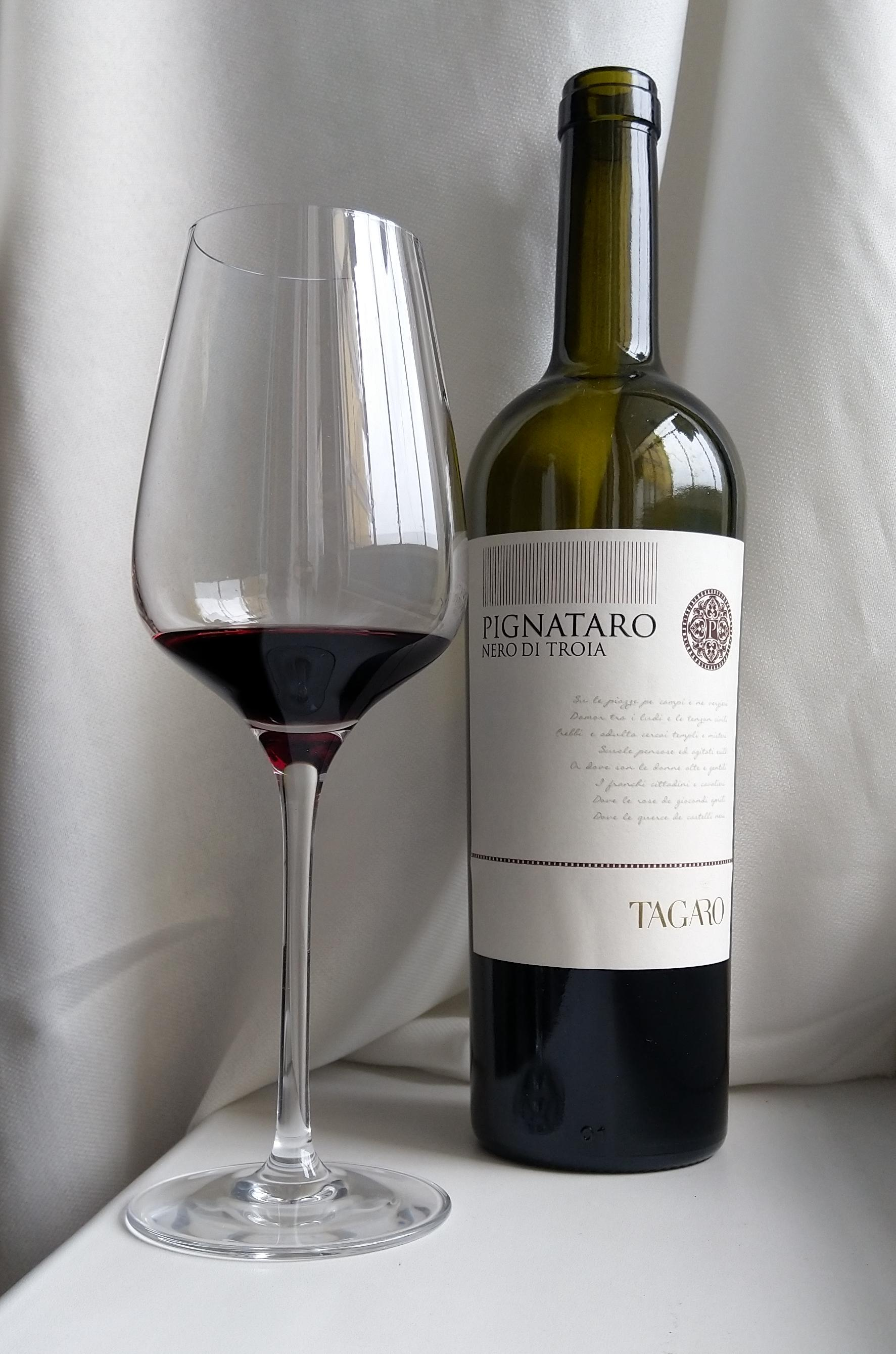
Вино з винограду ува ді троя

Ува ді Троя або Неро ді Троя (італ. Uva di Troia або італ. Nero di Troia) — італійський технічний сорт червоного винограду. Сорт названий на честь комуни Троя, яка за легендами була заснована Діомедом після осади Трої.

## Історія
Сорт вирощується з давніх часів, судячи з назви він був завезений на Апеннінський півострів грецькими колоністами за часів Давньої Греції. Сорт офіційно зареєстрований в італійському реєстрі у 1970 році.

## Географія сорту
Ува ді Троя є автохтонним для регіону Апулія. Вирощується переважно в навколо Барі та у провінції Барлетта-Андрія-Трані.

## Характеристики сорту
Середньостиглий сорт з порівняно низькою врожайністю. Лист середнього розміру, п'ятикутний, п'ятилопатевий. Гроно середнього розміру, пірамідальне, досить щільне, може бути крилатим. Ягода середнього розміру, сферична, вкрита шаром кутину, шкірка товста, синьо-чорна.

## Характеристики вина
З Ува ді Троя виробляють сухі вина з гарною структурою та високим вмістом алкоголю. Вино має рубіново-червоний колір із фіолетовими відблисками, при витримці набуває цеглястого відтінку. На піднебінні тепле, фруктове, гостре, насичене.